# Хаффман, Мэйвен
Мэ́йвен Клинт Ха́ффман (англ. Maven Klint Huffman, род. 26 марта 1976, Теннесси) — американский рестлер, видеоблогер и телеведущий, наиболее известный по своей работе в WWE. 
Он известен тем, что вместе с Нидией Генар стал одним из победителей первого сезона шоу Tough Enough. Является трёхкратным хардкорным чемпионом WWE.
С июля 2023 года ведёт блоги в собственном YouTube-канале, рассказывая о своём опыте работы в WWE.

## Карьера в рестлинге

### World Wrestling Federation/Entertainment (2001–2005)

#### Участие в Tough Enough и Хардкорный чемпион (2001–2003)
Хаффман начал свою профессиональную карьеру рестлера в 2001 году, когда был выбран для участия в первом сезоне WWE Tough Enough (реалити-шоу, проводимое Всемирной федерацией рестлинга (WWF) для поиска новых звёзд реслинга). В конечном счете, Мэйвен стал одним из победителей турниров вместе с Нидией Генар, и его отправили в Heartland Wrestling Association (HWA) для прохождения дальнейшего обучения.
В эпизоде WWE SmackDown от 4 октября дебютировал на ринге против Тэзза, одного из своих тренеров. После матча Тэзз помог Мэйвену подняться на ноги прежде чем атаковать его, тем самым положив начало фьюду между ними.
Проиграв Тэззу сабмишеном в матче-реванше, на следующей неделе в эпизоде SmackDown!, Мэйвен ударил его после матча. В эпизоде "SmackDown!" от 18 октября выиграл свой первый матч, победив Тэзза при содействии со-победительницы "Tough Enough" Нидии Генар. 
После фьюда с Тэззом, Мэйвен начал фьюд с Гробовщиком после того, как он его исключил из Royal Rumble 2002, нанеся ему дроп-кик сзади. Гробовщик, в свою очередь, ответил возвращением на ринг, устранив Мэйвена. Он продолжал бить его стальным стулом и избивал всю обратную дорогу до зоны концессионного киоска.
28 января 2002 года в эпизоде Raw совладелец WWF Рик Флэр наградил Мэйвена титульным боем против Криса Джерико за бесспорный титул чемпиона WWF благодаря тому, что никогда не выбывал из Royal Rumble, но проиграл после подачи в последнего. После матча, Мэйвен подвергся нападению со стороны владельца похоронного бюро. В эпизоде SmackDown! от 7 февраля Мэйвен встретился с Гробовщиком за титул хардкорного чемпиона WWF. После вмешательства Скалы и его "достаточно крутого" тренера Эла Сноу победил Гробовщика и выиграл чемпионат по хардкору, первый чемпионат в своей карьере. Их фьюд закончился после того, как Гробовщик победил Мэйвена и Эла Сноу в матче с гандикапом 2 на 1. На WrestleMania X8 Мэйвен проиграл хардкорный чемпионат Спайку Дадли во время матча с Голдастом из-за уникального правила 24/7, но в тот же вечер вернул титул Кристиану благодаря тому же правилу.
Следующим вечером на Raw Мэйвен подвергся нападению дебютанта Брока Леснара во время защиты титула против Эла Сноу и Спайка Дадли. Мэйвен был выбран десятым на SmackDown! на драфте WWF из-за того, что был хардкорным чемпионом, но был наказан Винсом Макмэном после того, как проиграл титул Рэйвену 28 марта в эпизоде SmackDown!. Мэйвен был обменян на бренд Raw 4 ноября 2002 года, где он столкнулся с Кристофером Новински вместе со своим бывшим тренером Элом Сноу.

#### Различные фьюды и увольнение (2003-2005)
Мэйвен принял участие в Royal Rumble 2003. Он попытался устранить Гробовщика, используя дроп-кик, как он делал в прошлом году, но потерпел неудачу и был устранён Гробовщиком. Мэйвен дрался с чемпионом мира в супертяжелом весе Трипл Эйчем в эпизоде Raw от 10 марта, но проиграл.
В 2004 году Мэйвен получил самый большой толчок в своей карьере, даже одержав победу над участником Эволюции Батистой. Затем Мэйвен принял участие в отборочном матче Survivor Series 2004, объединившись с Рэнди Ортоном, Крисом Бенуа и Крисом Джерико, чтобы встретиться с Трипл Эйчем, Батистой, Джином Сницки, и Эджем за право контролировать Raw в течение одного месяца.
Перед матчем Сницки напал на Мэйвена за кулисами, но после того, как Бенуа был удалён, Мэйвен прибыл, чтобы присоединиться к своим товарищам по команде. В конечном итоге он был устранён Трипл Эйчем. Ортон был единственным оставшимся, и в результате чего он и его команда контролировали Raw в течение одного месяца.
Мэйвен был первым, кто контролировал Raw, записавшись на матч за звание чемпиона мира в супертяжелом весе против Трипл Эйча в эпизоде Raw от 15 ноября, который попытался отвертеться, предложив Мэйвену место в Эволюции. Он отказался. Но, несмотря на вмешательство Джерико, Бенуа и Ортона, Трипл Эйч сохранил титул благодаря вмешательству Сницки и Рика Флэра.
В эпизоде Raw от 29 ноября Мэйвен участвовал в Battle Royal, чтобы определить претендента номер один на титул чемпиона мира в супертяжелом весе, но был выбит Юджином. На следующей неделе на Raw Мэйвен встретился с Юджином в одиночном матче, который он проиграл из-за дисквалификации после того, как атаковал его травмированное колено во время матча, прежде чем задушить его. После матча Мэйвен напал на партнёра Юджина по команде тэгов Уильяма Ригала, когда тот пришёл ему на помощь. Таким образом Мэйвен стал хиллом.
После этого Мэйвен начал фьюд с Шелтоном Бенджамином из-за его межконтинентального первенства, кульминацией которого на New Year's Revolution 2005 стал матч за титул. После того, как Мэйвен насмехался над фанатами перед началом матча за то, что они говорили по-испански за пределами ринга, Бенджамин победил его за несколько минут, используя пин-ролл-ап. Затем Мэйвен снял промо-ролик о Бенджамине, заявив, что матч "не засчитан", и вызвал его на повторный матч. Бенджамин согласился, и Мэйвен снова потерпел поражение всего за несколько секунд после проведения суплекса T-Bone.
После фьюда с Бенджамином, Мэйвен сформировал команду тэгов с Саймоном Дином, где он выступал в качестве преданного пользователя бренда диетических продуктов Дина "Simon System". После того, как в течение месяца были джобберами на Backlash 2005, Мэйвен и Саймон Дин соревновались в командном матче Tag Team Turmoil за титул World Tag Team Championship, который выиграли Ураган и Роузи. Команде пришёл конец, когда Дина обменяли на SmackDown!, в то время как Мэйвен был впоследствии выпущен WWE 5 июля 2005 года. По словам Хаффмана, вице-президент по работе с талантами Джон Лауринайтис объяснил, что его уволили из-за того, что он не достиг того уровня, которого ожидала компания, особенно после того, как ему посоветовали уделять больше внимания оттачиванию своей работы на ринге перед выступлениями.

### Выступления в других промоушенах (2005–настоящее время)
19 ноября 2005 года Мэйвен провёл свой первый поединок после ухода из WWE, где он проиграл Слайку Вагнеру Брауну из-за дисквалификации в матче на NWA Cyberspace. 10 февраля 2006 года присоединился к United Wrestling Federation Live и объединился с Джеффом Джарреттом, чтобы победить The Dudley Boyz. 31 марта 2006 года выступал на своём первом матче в Total Nonstop Action Wrestling, где он и Джарретт проиграли Джеффу Харди и Кипу Джеймсу в командном матче. После эпизодических выступлений на UWF и домашних шоу TNA в течение года, Мэйвен провёл свой финальный поединок 5 октября 2007 года, где он проиграл Тесту в матче на Full Throttle Wrestling.
11 июля 2015 года объявил о своём возвращении в профессиональный рестлинг. Его ответный матч состоялся в Академии профессионального рестлинга Брайана Майерса "Create A Pro Wrestling Academy" в Лонг-Айленде, штат Нью-Йорк. Объединился с Джонни Клэшем, чтобы победить кузенов Уоррен (Майк Уоррен и Ти Джей Уоррен) в своём первом матче с 2007 года.
26 сентября 2015 года объединился с Брайаном Майерсом в проигрышной попытке против The Cam-An Connection (Энтони Грин и Кэм Загами).
16 апреля 2016 года объединился с Майерсом и Пэтом Баком в командном матче из шести человек, проиграв Aesthetic Males (Бифкейк Чарли, Дэмиан Гиббс и Майк Дель) в матче промоушена WrestlePro.
9 октября 2022 года победил Мэтта Кардону в матче за освободившийся титул FWF Tough Enough Trophy Street Fight. 23 июля 2023 года выиграл Королевскую битву из 26 человек в Dropkick Diabetes 7 в Янгстауне, штат Огайо.

## Титулы и достижения
- Pro Wrestling Illustrated
  - PWI ставит его под № 88 в списке 500 лучших рестлеров 2003 года[24][25]
  - Новичок года (2002)[24]
- WWE
  - Хардкорный чемпион WWE (3 раза)[26]
  - Победитель первого сезона WWE Tough Enough[1]